# Frank Taveras
Franklin Crisóstomo Taveras Fabián (nacido el 24 de diciembre de 1949 en Las Matas de Santa Cruz) es un ex shortstop dominicano que jugó en las Grandes Ligas de Béisbol desde  1971 hasta 1982 militando en los equipos Piratas de Pittsburgh, Mets de Nueva York y Expos de Montreal.

## Carrera en Grandes Ligas

### Piratas de Pittsburgh
Taveras firmó con los Piratas de Pittsburgh como amateur el 8 de enero de 1968, e hizo su debut en Grandes Ligas el 25 de septiembre de 1971 como corredor emergente por Willie  Stargell en el inning quince de un juego maratónico de entradas extras contra los Mets de Nueva York (ganado 2-1 por los Mets). Después de sólo cuatro apariciones, sobre todo como reemplazo defensivo en la última entrada en 1972, y haber pasado toda la temporada de 1973 en las menores. El 5 de agosto de 1977, bateó un cuadrangular con las bases llenas dentro del parque en la segunda entrada del segundo juego en contra de Cincinnati.

### Mets de Nueva York
Después de once partidos en la temporada de 1979, Taveras fue cambiado a los Mets de Nueva  York por Tim Foli y el jugador de ligas menores Greg Field el 19 de abril. Durante su primera temporada con los Mets, conectó su único jonrón por encima del muro contra Mike LaCoss. Irónicamente, también fue en Cincinnati.

### Expos de Montreal
Los Mets cambiaron a Taveras a los Expos de  Montreal por el lanzador Steve Ratzer antes del inicio de la temporada de 1982. Con Montreal, Taveras hizo su debut como segunda base. Fue puesto en libertad el 13 de agosto después de hacer sólo un promedio de bateo de .161  en 48 juegos.

## Liga Dominicana
Taveras jugó en la Liga Dominicana para las Águilas Cibaeñas y fue inmortalizado en el Pabellón de la Fama del Deporte Dominicano el 21 de octubre de 2007.

## Trivia
- Perteneció al equipo que ganó la Serie Mundial en 1971
- Campeón en bases robadas de la Liga Nacional durante la temporada de 1977
- Estuvo entre los mejores tres robadores de bases de la Liga Nacional durante cuatro temporadas consecutivas (1963-1969)
- Fue el jugador de los Metros en tener más turnos al bate en 1979
- Fue líder de los Metros en triples en 1979
- Fue líder de los Metros en bases robadas en 1979
- Logró batear cuatro hits en un partido durante siete ocasiones en su carrera